# 威爾科克斯 (密蘇里州)
威爾科克斯（英語：Wilcox）是位於美國密蘇里州諾德韋縣的非建制地區。

## 歷史
威爾科克斯的郵局於1880年設立，其後於1954年停運。

## 地理
威爾科克斯所處的海拔為高於海平面356米（即1168英呎），而該地所採用的時區為UTC-6，即北美中部時區（CST）。同時該地設有夏令時間，為UTC-6調快一小時，即UTC-5（CDT）。